# The Massacre
The Massacre er 50 Cents andet studiealbum, der blev udgivet den 3. marts 2005. Albummet nåede første pladsen på Billboard 200 og UK Albums Chart 2005.

## Sangliste
| Nr | Titel                                          | Producent(er)                      | Gæsteoptræden(er)                             | Varrighed |
| -- | ---------------------------------------------- | ---------------------------------- | --------------------------------------------- | --------- |
| 1  | "Intro"                                        | Eminem                             | Lindsay Collins                               | 0:41      |
| 2  | "In My Hood"                                   | Dangerous LLC, Eminem & Luis Resto |                                               | 3:51      |
| 3  | "This Is 50"                                   | Black Jeruz & Sha Money XL         |                                               | 3:04      |
| 4  | "I'm Supposed To Die Tonight"                  | Eminem, Luis Resto                 |                                               | 3:51      |
| 5  | "Piggy Bank"                                   | Needlz                             | Traci Nelson & Barbara Wilson                 | 4:15      |
| 6  | "Gatman and Robbin"                            | Eminem, Jeff & Mark Bass           | Eminem                                        | 3:47      |
| 7  | "Candy Shop"                                   | Scott Storch                       | Olivia                                        | 3:29      |
| 8  | "Outta Control"                                | Dr. Dre & Mike Elizondo            |                                               | 3:22      |
| 9  | "Get In My Car"                                | Hi-Tek                             |                                               | 4:06      |
| 10 | "Ski Mask Way"                                 | Disco D, Eminem & Luis Resto       |                                               | 3:06      |
| 11 | "A Baltimore Love Thing"                       | Cue Beats                          |                                               | 4:18      |
| 12 | "Ryder Music"                                  | Hi-Tek                             | Dion, Ruben Cruz & Conesha                    | 3:52      |
| 13 | "Disco Inferno"                                | Dangerous LLC                      |                                               | 3:34      |
| 14 | "Just a Lil Bit"                               | Scott Storch, Mike Elizondo        |                                               | 3:58      |
| 15 | "Gunz Come Out"                                | Dr. Dre & Mike Elizondo            |                                               | 4:25      |
| 16 | "My Toy Soldier"                               | Eminem, Luis Resto                 | Tony Yayo                                     | 3:44      |
| 17 | "Position of Power"                            | J. R. Rotem                        |                                               | 3:12      |
| 18 | "Build You Up"                                 | Scott Storch                       | Jamie Foxx                                    | 2:55      |
| 19 | "God Gave Me Style"                            | Needlz                             |                                               | 3:02      |
| 20 | "So Amazing"                                   | J. R. Rotem                        | Olivia                                        | 3:17      |
| 21 | "I Don't Need 'Em"                             | Buckwild                           |                                               | 3:21      |
| 22 | "Hate It or Love It (G-Unit Remix)" (bonuslåt) | Cool & Dre                         | The Game, Tony Yayo, Young Buck & Lloyd Banks | 4:24      |
| 23 | "Outta Control (Remix)"                        | Dr. Dre & Mike Elizondo            | Mobb Deep                                     | 4:08      |

## Hitlister
| År   | Liste             | Position |
| ---- | ----------------- | -------- |
| 2005 | Billboard 200     | 1        |
| 2005 | UK Albums Chart   | 1        |
| 2005 | Sverigetopplistan | 10       |